# Jan IV van Chalon-Auxerre
Jan IV van Chalon-Auxerre (1335-1370) was van 1366 tot 1370 graaf van Auxerre. Hij behoorde tot het huis Chalon.

## Levensloop
Jan IV was de oudste zoon van graaf Jan III van Chalon-Auxerre en diens echtgenote Maria, die behoorde tot de prominente Normandische adelfamilie Crespin du Bec. 
In 1366 werd zijn krankzinnig geworden vader onbekwaam verklaard om nog langer te regeren. Terwijl Jan IV de regering in het graafschap Auxerre overnam, nam zijn jongere broer Lodewijk I de regering van het graafschap Tonnerre over. 
In 1370 verkocht hij het graafschap Auxerre aan de Franse kroon, op voorwaarde dat Jan IV en zijn vader hun vorstelijke levensstijl konden behouden. Jan IV stierf kort na het ondertekenen van het koopcontract. Zijn vader Jan III bleef tot aan zijn overlijden in 1379 titelvoerend graaf van Auxerre, terwijl het graafschap Tonnerre tot in 1463 in het bezit van het huis Chalon bleef.